# Żegluga Mazurska

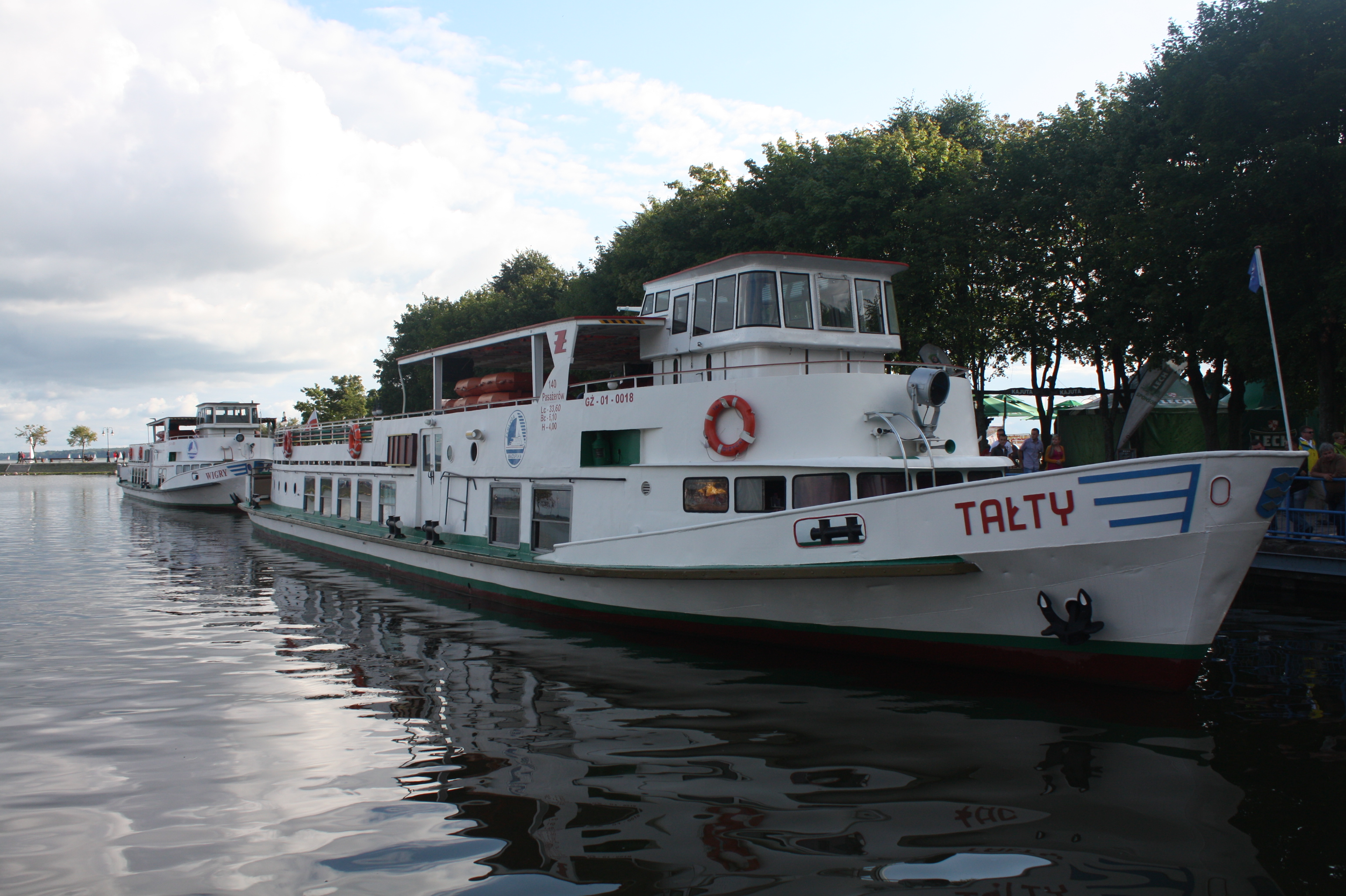
Statki Żeglugi Mazurskiej w Porcie Giżycko.

Żegluga Mazurska – spółka z ograniczoną odpowiedzialnością z siedzibą w Giżycku. Firma została utworzona w 1999. Jest następcą prawnym Przedsiębiorstwa Państwowego Żegluga Mazurska w Giżycku. Armator floty statków pasażerskich tzw. białej floty na Mazurach. Przez około 60 lat działalności na pokładach swoich jednostek przewiozła kilka milionów pasażerów.

## Początki działalności
Pierwszymi jednostkami armatora były wydobyte w 1946 roku poniemieckie statki turystyczne ochrzczone później polskimi nazwami:
- Kaszub,
- Łowiczanka, Salon na pokładzie dolnym w części rufowej na jednym ze statków.
- Chopin,
- Krakowiak,
- Radomianka,
- Kryniczanka,
- Świtezianka,

a także odbudowane holowniki:
- Sielawa,
- Sławomir.

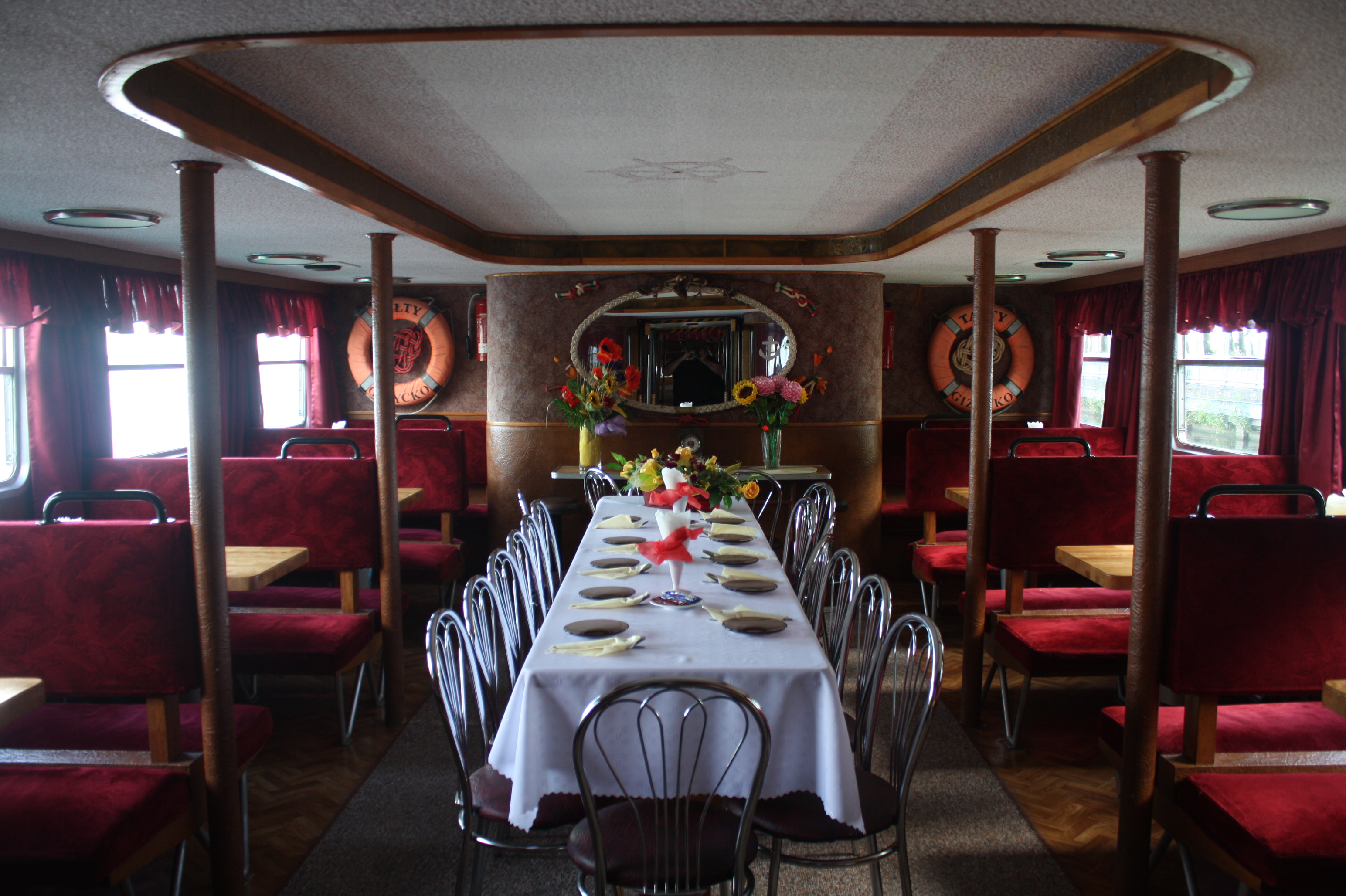
Salon na pokładzie dolnym w części rufowej na jednym ze statków.

2 kwietnia 1956 roku w Giżycku został zwodowany pierwszy statek holowniczo-pasażerski Mazury konstrukcji własnej.
Obecnie Żegluga Mazurska przewozi rocznie ok. 100 tys. osób. Statki pływają po Wielkich Jeziorach Mazurskich z portów w Giżycku, Mikołajkach, Rydzewie, Węgorzewie i w Rucianem-Nidzie. "Bełdany", "Roś", "Tałty", "Śniardwy", "Wigry", "Dargin", "Kisajno", "Niegocin", "Derkacz", "Kormoran" to statki z lat 60., wszystkie przeszły remont i posiadają aktualne certyfikaty bezpieczeństwa wydane przez Urząd Żeglugi Śródlądowej i Polski Rejestr Statków.